# Club Natació Sitges
El Club de natació de Sitges (CN Sitges) és un club esportiu de Sitges, fundat l'any 1925. Durant la seva història, ha tingut equips d'atletisme i basquetbol, que va competir a la lliga d'Educación y Descanso. Actualment, té seccions de natació, tennis, frontennis, pàdel i triatló. Entre d'altres competicions, competeix al Campionat de Catalunya Obert de natació i a la Lliga Catalana de pàdel. Des de l'any 1949, organitza anualment la Travessia de Natació Sitges, prova inclosa al calendari oficial del Circuit català de travessies de la Federació Catalana de Natació.